# 豬塚健太
豬塚健太（日语：／ Izuka Kenta，1986年10月8日—），出生於愛知縣瀨戶市。日本男演員，所屬經紀公司為Amuse。身高178公分，血型AB型。

## 人物
中京大學附屬中京高等學校、2009年3月駒澤大學文學院社會系畢業。大學時開始演藝活動，2006年作為演員出道，2008年出演『多米英雄援救武装』獲得知名度。其後代表作有網球王子舞台劇第二季、舞台劇及電影『娼年』，電視劇『情色小說家』。曾經是舞台劇團Prestage的團員，在2019年5月31日退出。

## 出演
粗體為主演

### 電視劇
- 快感職人（日语：快感職人）（2006年、朝日電視台）
- 手機少女（2007年） - 飾演 堤隼人
- 多米英雄系列
  - 多米英雄援救武装（2008年4月 - 2009年3月、東京電視台） - 主演・轟輝 (R1) 
  - 多米英雄烈火拯救隊 第37、38、43、44話（2009年、東京電視台） - 飾演 轟輝 (R1)
- 隠密八百八町（日语：隠密八百八町） 第5話（2011年2月5日、NHK） - 飾演 染三郎
- 勇者義彥和魔王之城 第8話（2011年8月27日、東京電視台） - 飾演 走廊de打倒怪物隊成員
- 我無法戀愛的理由 第1話（2011年10月17日、富士電視台）
- 推理要在晚餐後  第1話（2011年10月18日、富士電視台）
- 私立馬鹿蘭高校 第8話（2012年6月2日、日本電視台） - 飾演 レイジ
- Piece 第1話（2012年10月6日、日本電視台）
- 鳶 第7話（2013年2月24日、TBS）
- 同窗生～人三次戀愛～（2014年7月 - 9月、TBS）- 飾演 誠(マコト)
- 深夜食堂3 第9話（2014年12月16日、TBS）
- HEAT 第6話（2015年8月15日、富士電視台）
- このミステリーがすごい! ベストセラー作家からの挑戦状（日语：このミステリーがすごい! ベストセラー作家からの挑戦状#2015年版のキャスト・スタッフ） 「リケジョ探偵の謎解きラボ」（2015年11月30日、TBS） - 飾演 花塚優
- 東京白日夢女 第2話・第7話（2017年1月25日、日本電視台） - 飾演 BUMKEY'S 樂隊主唱
- 民眾之敵～這世道，不是很奇怪嗎！？～ 第5話・第9話（2017年11月20日、富士電視台） - 飾演 小野佑樹
- 情色小說家 （2018年8月8日 - 9月12日、富士電視台） - 主演・久住春彥 （與竹財輝之助雙主演）[4]
- 我是大哥大!!（2018年10月14日 - 12月16日、日本電視台） - 飾演 水谷老師
  - 我是大哥大!! 特別篇（2020年7月17日、日本電視台） - 飾演 水谷老師
- 執事 西園寺の名推理2（日语：執事 西園寺の名推理） 第5話（2019年5月24日、東京電視台） - 飾演 雫石幸太郎[5]
- サウナーマン〜汗か涙かわからない〜（日语：サウナーマン〜汗か涙かわからない〜）第5話（2019年9月30日、朝日放送電視台） - 飾演 東堂肇[6]
- サロガシー（日语：サロガシー）（2021年3月24日、富士電視台） - 飾演 水野圭人[7]
- 高嶺之花（2021年4月10日 - 6月26日 、BS東視）- 飾演 更田元気[8]
- TOKYO MER～行動急診室～（2021年7月4日 - 9月12日、TBS）- 飾演 目黑大知[9]
- 警視庁ひきこもり係（日语：警視庁ひきこもり係）（2021年8月5日、朝日電視台）- 飾演 水沢圭介
- 言靈莊 第1話（2021年10月9日、朝日電視台）- 飾演 桐嶋漣[10]
- 凜子小姐想試愛（2021年10月19日 - 12月7日、MBS）- 飾演 [11]
- 全っっっっっ然知らない街を歩いてみたものの（日语：全っっっっっ然知らない街を歩いてみたものの） Season2 第2話（2022年3月13日、富士電視台） - 飾演 カイ[12] [13]
- 絕對會變成BL的世界VS絕不想變成BL的男人 第2季（2022年3月20日、朝視頻道1） - 飾演 五十嵐[14]
- 今夜、わたしはカラダで恋をする。（2022年3月27日、朝日放送電視台） - 飾演 大沼亮介[15]
- 今度生まれたら 第4話（2022年5月29日、NHK BS Premium） - 飾演 記者
- 高嶺のハナさん2（2022年10月1日-12月17日、BS東視・大阪電視台） - 飾演 更田元気[16][17][18]
- 糖果色的戀愛反論（2022年12月15日 - 2023年1月26日、MBS）- 飾演 印南圭[19] [20]
- 今夜、わたしはカラダで戀をする。Season2（2023年2月4日 - 18日、ABEMA / 2023年2月26日 - 27日、朝日放送電視台）- 飾演 大沼亮介[21] [22]
- 満天のゴール（2023年3月25日、NHK・BS4K）- 飾演 内田寛之
- 私がヒモを飼うなんて（2023年3月28日 - 5月16日、TBS）- 飾演 奧村リョウ
- 絕對不可能～偵探·上水流涼子的解析～ 第2話（2023年4月24日、關西電視台・富士電視台）- 飾演 広瀬リアム[23]
- 1Hセンス（2023年5月28日、富士電視台）
- 犬與屑 第7話（2023年7月20日、MBS）- 飾演 蛯原匠[24][25][26]
- 暈影愛情 Halation Love（2023年8月5日 - 9月30日、朝日電視台）- 飾演 加賀孝之[27][28][29]
- 稅調～「繳不了稅」是有原因的～（2023年10月14日 - 12月23日、日本電視台）- 飾演 鷺沼宏樹[30] [31][32][33][34]
- 「育業を、 はじめるとき。～大事な時間の過ごし方～」（2023年12月4日、東京都）- 主演・田村雄二 [35][36][37][38]
- 大奧 第1話 - 第4話・第6話・第7話・第10話（2024年1月18日 - 2月8日・2月22日・2月29日・3月21日、富士電視台) - 飾演 櫻田真太郎
- Black Girl's Talk 第1話（2024年2月5 日、東京電視台）- 飾演 高木敏行[39][40][41][42]
- テレビ報道記者～ニュースをつないだ女たち～（2024年3月5日、日本電視台) - 飾演 奧田颯太
- 社内処刑人～彼女は敵を消していく～（2024年4月19日 - 6月21日、關西電視台）- 飾演 副島陽太
- あなたの恋人、強奪します。 第2-3話（2024年4月21日・28日、朝日電視台）- 飾演 杉原悠介[43][44][45]
- 95 第6話（2024年5月13日、東京電視台）- 飾演 藤岡
- 花咲舞不會沉默3 第6話（2024年5月18日、日本電視台）- 飾演 香坂遼
- 如積雪般的永寂 第1話・第5話（2024年7月7日・8月4日、日本電視台）- 飾演 緒方
- 錦糸町パラダイス〜渋谷から一本〜（2024年7月12日-19日 、東京電視台）- 飾演 荒川
- GEEKS 最終話（2024年9月19日、富士電視台）- 飾演 今野勇気
- 放課後的病歷表 第8話（2024年12月7日、日本電視台）- 飾演 外崎大樹
- 財閥復仇～致成為我兄嫂的前妻～ 第1話 - 第3話・第9話（2025年1月6日 - 20日・3月3日、東京電視台）- 飾演 伊勢悟史[46][47][48][49][50][51][52]
- Ensemble 第7話・第8話（2025年3月1日・3月8日、日本電視台）- 飾演 広瀬篤
- 純喫茶つながり、閉店します（2025年3月1日 - 、愛知電視台）- 飾演 真山丈[53][54][55]
- 東京假期（2025年4月4日 - 6月19日、日本電視台）- 飾演 川辺[56]
- 醫師阿修羅（2025年4月16日 - 6月25日、富士電視台) - 飾演 吉祥寺拓巳[57]
- 晚安，這裡是朝山家。 第5話（2025年8月3日、ABC電視台）- 飾演 早坂

### 網絡劇
- 快感ストロベリー〜秘密の花園〜（2011年、Bee TV（日语：BeeTV）） - 飾演  燈マモル
- 情色小說家系列
  - 情色小說家〜靛藍色的心情〜 第6話（2019年4月4日、FOD） - 飾演 久住春彦
  - 情色小說家〜春的生活〜（2021年1月18日、FOD） - 飾演 久住春彦
  - 情色小說家〜續・春的生活〜（2021年3月5日、FOD） - 飾演 久住春彦

- 地獄のガールフレンド（日语：地獄のガールフレンド#配信ドラマ）（2019年10月25日 - 12月27日、FOD） - 飾演 鹿谷[58]
- 深夜食堂 -Tokyo Stories Season2- 第4話「雞肉炒飯」（2019年10月31日、Netflix）- 飾演 導演
- 乃木坂電影院～STORY of 46～ 第4話（2020年1月15日、FOD）- 飾演 てっちゃん
- ＃love_delusion 第4〜6話（2021年3月22日 - 4月5日、LINE NEWS「VISION」) - 飾演 島田翔[59]
- 無法結婚的理由「まりこの実家へ挨拶編」(2021年6月20日、TELASA) - 飾演 陽介[60]
- ある視点～もう一つの言霊荘～ 第1.5話（2021年10月9日、ABEMAプレミアム）- 飾演 桐嶋漣[10]
- 私が獣になった夜（日语：私が獣になった夜）～名前のない関係～ 第6話（2021年12月9日、ABEMAプレミアム）- 飾演 真田剛[61]
- Hulu U35 クリエイターズ・チャレンジ 「鶴美さんのメリバ講座」（2022年2月18日、Hulu）- 飾演 国木田先生[62]
- 噬謊者 -鞍馬蘭子篇-（2022年2月11日 - 18日、dTV）- 飾演 柴田[63]
- ANIMALS（日语：ANIMALS‐アニマルズ‐） (2022年6月23日- 、ABEMA) - 飾演 醍醐悟[64] [65]
- STAND UP START 番外篇（第5.5話）ナイトワーカー編（2023年2月15日、FOD）- 飾演 カズくん [66]
- MALICE（2023年9月14日-、U-NEXT）- 飾演 貴島慎一[67]
- 密告はうたう２ 警視庁監察ファイル（2024年8月11日-、WOWOW）- 飾演 長富将司[68][69]

### 電影
- 紫陽花物語（2007年） - 主演
- 多米英雄援救武装劇場版（2008年） - 主演・轟輝 (R1)
- 大奧（2010年）
- 女子戰隊（2014年）
- 深夜食堂（2015年）
- 齊木楠雄的災難（2017年） - 飾演 Dark Reunion
- 人魚のこころ（2017年）
- 娼年（日语：娼年#映画） （2018年） - 飾演 平戸東（アズマ）
- 我是大哥大!!劇場版（2020年7月17日）- 飾演 水谷老師[70]
- 劇場版情色小說家〜PlayBack〜（2021年2月26日）- 主演・久住春彦  （與竹財輝之助雙主演）[71] [72]
- 極道主夫 THE CINEMA（2022年6月3日）- 飾演 山本[73]
- Violence Action（2022年8月19日）- 飾演 クラ
- 電影版TOKYO MER：行動急診室（2023年4月28日）- 飾演 目黑大知
- 禁忌遊戲（2023年9月8日）- 飾演 黑崎邦明[74][75][76][77]
- 人生無望的前偶像，選擇和陌生大叔同居（2023年11月3日）- 飾演 高宮浩介[78][79][80]
- 原本以為只是手機掉了最終章～Final hacking game～（2024年11月1日）- 飾演 長瀬明
- となりの宇宙人 (2025年6月27日）- 飾演 貞さん
- 劇場版『TOKYO MER〜走る緊急救命室〜南海ミッション』(2025年8月1日) - 飾演 目黒大知

### 舞台劇
- BELL＋UP Company「リセット3・2・1…」（2010年2月2日 - 7日） - 主演・花澤春輝
- DHE@stageプロデュース公演「白虎隊 ザ・アイドル」（2010年3月20日） - 飾演 語り部
- c-block/DHE@stageプロデュース 演劇集団アーバンフォレスト公演「真夜中の取調室」（2010年6月4日 - 13日） - 飾演 船村大介
- 網球王子舞台劇第二季 青學VS聖ルドルフ & 山吹（2011年4月8日 - 5月15日） - 飾演 赤澤吉朗[81]
  - DREAM LIVE 2011（2011年11月5日 - 6日・11月12日 - 13日）
  - 春の大運動会 2012 （2012年5月13日）
- はらぺこペンギン!第17回公演「愛の蟻地獄」（2011年7月7日 - 18日、OFF・OFFシアター）
- ＊pnish＊プロデュース「モンスターボックス（再演）」（2012年、CBGKシブゲキ!!） - 飾演 遠藤悟
- スピリチュアルな1日（再演）（2012年6月13日 - 7月8日、あうるすぽっと） - 飾演 地縛霊
- 小倉久寛ひとり立ち公演vol.4「チ・ヨ・コ・レ・イ・ト〜ビターな大人のラブコメディー〜」（2013年2月6日 - 17日、赤坂RED THEATER） - 飾演 エリック
- 地球ゴージャス（日语：地球ゴージャス）プロデュース公演Vol.13「クザリアーナの翼」（2014年1月8日 - 3月31日） - 飾演 オオブサ
- 里見八犬伝（2014年10月31日 - 11月17日、新国立劇場・中劇場） - 飾演 左母次郎
- 地球ゴージャスプロデュース公演Vol.14「The Love Bugs」（2016年1月9日 - 3月29日） - 飾演  ガラシ
- 朗読劇「僕とあいつの関ヶ原」「俺とおまえの夏の陣」（2016年7月7日 - 10日、天王洲 銀河劇場）
- 娼年（日语：娼年#舞台） （2016年8月26日 - 9月15日、東京芸術劇場プレイハウス / 大阪 / 福岡） - 飾演 平戸東
- プロペラ犬第7回公演「珍渦虫」（2016年10月、ザ・スズナリ） - 飾演 影山たぎり
- オーバーリング・ギフト（日语：オーバーリング・ギフト）（2017年6月15日 - 25日、DDD青山クロスシアター） - 飾演 アスター
- ウエアハウス〜Small Room〜（2017年10月8日 - 11月7日、アトリエファンファーレ高円寺） - 飾演 テヅカ
- unrato#1「BLOODY POETRY」（2018年2月8日 - 18日、赤坂RED/THEATER） - 主演・パーシー・ビッシュ・シェリー [82]
- リーディングドラマ「シスター」（2018年8月30日、博品館劇場）
- 日本テレビの開局65周年を記念公演「魔界轉生」（2018年10月6日 ‐ 12月14日）- 飾演 荒木又右衛門（日语：荒木又右衛門）
- 暗くなるまで待って（日语：暗くなるまで待って）（2019年1月25日 - 2月23日）- 飾演 クローカー
- FACTORY GIRLS 〜私が描く物語〜（日语：FACTORY GIRLS 〜私が描く物語〜）（2019年9月25日 - 10月27日、赤坂ACTシアター・梅田芸術劇場）- 飾演  ベンジャミン・カーチス
- 地球ゴージャス25周年祝祭公演 星の大地に降る涙 THE MUSICAL（2020年3月）- 飾演 シリリ
- 朗読劇「俺とおまえの夏の陣」（2020年6月27日）-  飾演 豊臣秀吉 、徳川家康 等[83]
- STAGE GATE VRシアターvol.1「Defiled-ディファイルド-」（2020年7月-8月、 DDD青山クロスシアター、博品館劇場）- 飾演 ハリー・メンデルソン
- オンライン演劇「青春cm2」（2020年7月18日）- 聲音出演
- 配信舞台「マーダーミステリーシアター『演技の代償』」（2021年2月20日）- 飾演 梅崎歩[84]
- 朗読劇 「私の頭の中の消しゴム 12th Letter」（日语：朗読劇私の頭の中の消しゴム）（2021年5月、よみうり大手町ホール、ABCホール）- 飾演  浩介[85]
- ミュージカル「ボディガード」（2022年1月21日 - 2月19日、梅田芸術劇場メインホール、東京国際フォーラムホールC）- 飾演  サイ・スペクター[86]
- ミュージカル「浪客劍心 京都編」（2022年5月17日 - 6月24日、 IHI ステージアラウンド東京）（2020年因疫情而中止，2022年再次重演）- 飾演 佐渡島方治[87]
- 朗読劇「シュウガク！」（2023年3月18-19日、赤レンガ倉庫１号館３Fホール）- 飾演 香取瞬[88]

### 劇團Prestage的舞台劇
- 旗揚げ公演「ペンシルビルWARS」（2010年10月23日 - 31日）  - 飾演 クランベリー
- 第3回公演「『ゼツボー荘』より愛を込めて」（2011年11月22日 - 12月6日、千本桜ホール） - 飾演 洋介
- 番外公演「サイキックフライト!〜頑張る7人のエスパーとあと2、3人〜」（2012年3月2日 - 6日、千本桜ホール）
- 第4回公演「Have a good time?」（2012年8月17日 - 9月7日、千本桜ホール）  - 飾演 シン
- 第5回公演「ゴーストレイト」（2013年4月19日 - 29日、CBGKシブゲキ!!）  - 飾演 忠夫
- ユニット公演「女戦」（2013年8月3日 - 11日、千本桜ホール） - 飾演  けいにゃ
- 第6回公演「アウタースペース109」（2013年9月25日 - 10月6日、CBGKシブゲキ!!） - 飾演 パンチョス
- 第7回公演「ボーンヘッド・ボーンヘッダー」（2014年4月18日 - 29日、CBGKシブゲキ!!） - 飾演 白山廉
- 第8回公演「ブラックパールが世界を動かす（再演）」（2014年8月20日 - 31日、CBGKシブゲキ!!） - 飾演 養命酒
- 第9回公演「WORLD'S ENDのGIRLFRIEND」（2015年2月8日 - 22日、CBGKシブゲキ!!）  - 飾演 安藤エリ
- 番外公演「『ゼツボー荘』より愛を込めて ぶち壊す!!!!!」（2015年4月21日 - 29日、千本桜ホール） - 飾演 洋介
- 第10回公演「Have a good time?［再演］」（2015年8月8日 - 23日）  - 飾演 ライト
- 劇団プレステージ×ヨーロッパ企画「突風!歌合戦」（2016年12月7日 - 20日、CBGKシブゲキ!!）  - 飾演 シュウジ
- 第12回公演「URA!URA!Booost」（2017年8月16日 - 27日、紀伊國屋サザンシアター TAKASHIMAYA）  - 飾演 赤城ダイスケ

### CM
- 三矢蘇打（2007年）
- AOKI（日语：AOKI）（2007年）
- mobaito（日语：モバイト・ドット・コム）（2007年）
- 廣島工業大學（2007年）
- Lady Borden（日语：レディーボーデン）（2008年）
- 花王 Success洗髮水（2008年 - 2009年）
- NEC LaVie L（日语：LaVieの機種一覧#LaVie L）（2010年）
- リアドレ（2012年）
- Smirnoff（2012年、WebCM）
- 日野汽車 日野Profia（2017年）[89]
- DRAGON BALL Z：七龍珠爆裂激戰（2022年）[90]
- 勇者鬥惡龍10線下版（2022年）
- DR ZERO（ドクターゼロ）(2022年) [91]
- KIRIN BEER（2024年）

### MV
- Peridots「9月のソーダ」（2007年）
- エイジアエンジニア（日语：エイジアエンジニア）「何も言えずに〜最後の告白〜」（2008年）
- WEAVER（日语：WEAVER）「Shine」（2011年）
- 山崎將義「星空ギター」（2012年）
- 宇宙まお（日语：宇宙まお）「ベッド・シッティング・ルーム」（2017年）
- 宇宙まお「休みの日」（2018年）

## 書籍
- awesome! SpecialEdition 猪塚健太『Special Thanks』（2021年12月2日、Shinko Music Entertainment）[92]

## 外部連結
- 個人檔案 （页面存档备份，存于）（日語）
- 個人推特 （页面存档备份，存于）（日語）
- 個人Instagram （页面存档备份，存于）（日語）
- 個人部落格 （页面存档备份，存于）（日語）